# Vlaggenbaarsje
Het vlaggenbaarsje (Anthias anthias) is een goud- tot rozekleurig baarsje uit het geslacht anthias dat lijkt op een goudvis, en veel wordt aangetroffen langs schaduwrijke en ondiepe holen en rotsformaties in de Middellandse Zee en het oostelijke deel van de Atlantische Oceaan. Deze soort heeft een diepgevorkte zwaluwstaart en lange sluiervormige buikvinnen. De ogen zijn groot en geelomrand. Het is de meest noordelijk voorkomende vis van zijn soort. Andere soorten worden aangetroffen op riffen in de Rode Zee, Stille Oceaan en Grote Oceaan.